# Frederick Jackson Turner
Frederick Jackson Turner (14 novembre 1861 – 14 mars 1932) est un historien américain. Il a enseigné à l'université du Wisconsin à Madison.

## Biographie
Il publie en 1893 un livre qui souligne l'importance de la frontière (Frontier) dans la construction de l'identité du peuple américain : sa réécriture de l'histoire américaine qui s'articule autour de la conquête de l'Ouest s'oppose ainsi à l’interprétation de l’« École Teutonique » (« Teutonic School ») selon laquelle la démocratie américaine trouve son origine dans l’Allemagne médiévale et à l’« Eastern Establishment » qui interprète l’histoire américaine en fonction de l’Est, voire de l’Europe.
Il est élu membre de l'American Antiquarian Society en 1907.